# Ronde van Italië 2017/Eerste etappe
De eerste etappe van de Ronde van Italië 2017 wordt gereden op 5 mei 2017 van Alghero naar Olbia. De etappe is 206 kilometer lang. Onderweg zijn drie beklimmingen van de 4e categorie.

## Verloop
De etappe begon met een minuut stilte voor de overleden Michele Scarponi, die deze Giro kopman had moeten zijn van Astana Pro Team.
De eerste etappe was grotendeels voorspelbaar. Er ontstond een vroege vlucht met vijf renners: Daniel Teklehaimanot, Cesare Benedetti, Eugert Zhupa, Pavel Broett en Marcin Białobłocki. Onderweg haalde Cesare Benedetti genoeg punten voor de leiding in het bergklassement, Teklehaimanot genoeg voor de leiding in het tussensprintklassement en het strijdlustklassement. Op de laatste gecategoriseerde klim, zo'n 20 km voor de finish moest Białobłocki afhaken bij de kop, en viel snel terug in het peloton, dat de kopgroep al binnen schootsafstand had. De overige vier vluchters werden met nog 4 km te gaan ingerekend. 
Daarna leek het peloton af te stevenen op een gewone massasprint. Echter zorgde het bochtige parcours, vlak voor de 3 km, voor een opstopping, waarna een groot deel van het peloton even af moest stappen. Mede daardoor raakte het peloton de organisatie kwijt. Op 2 kilometer van finish kon Alexander Edmondson, sprintaantrekker voor Caleb Ewan, het wiel van Lukas Pöstlberger niet meer volgen, waardoor de Oostenrijker onverwacht een gat met het peloton kreeg, terwijl hij eigenlijk de sprint aan het voorbereiden was voor ploegmaat Sam Bennett. Pöstlberger leek zich aanvankelijk niet te realiseren dat hij een gat had, maar wist verrassend het gat te behouden en kon zo de topsprinters voorblijven.

## Uitslag
| Alghero - Olbia (206 km) |                        |                               |          |
| Plaats                   | Naam                   | Ploeg                         | Tijd     |
| Winnaar                  | Lukas Pöstlberger      | BORA-hansgrohe                | 5u13'35" |
| 2                        | Caleb Ewan             | Orica-Scott                   | z.t.     |
| 3                        | André Greipel          | Lotto Soudal                  | z.t.     |
| 4                        | Giacomo Nizzolo        | Trek-Segafredo                | z.t.     |
| 5                        | Sacha Modolo           | UAE Team Emirates             | z.t.     |
| 6                        | Kristian Sbaragli      | Team Dimension Data           | z.t.     |
| 7                        | Jasper Stuyven         | Trek-Segafredo                | z.t.     |
| 8                        | Ryan Gibbons           | Team Dimension Data           | z.t.     |
| 9                        | Sam Bennett            | BORA-hansgrohe                | z.t.     |
| 10                       | Phil Bauhaus           | Team Sunweb                   | z.t.     |
| 11                       | Gregor Mühlberger      | BORA-hansgrohe                | z.t.     |
| 12                       | Fernando Gaviria       | Quick-Step Floors             | z.t.     |
| 13                       | Enrico Battaglin       | Team LottoNL-Jumbo            | z.t.     |
| 14                       | Vjatsjeslav Koeznetsov | Team Katjoesja Alpecin        | z.t.     |
| 15                       | Bob Jungels            | Quick-Step Floors             | z.t.     |
| 16                       | Jakub Mareczko         | Wilier Triestina-Selle Italia | z.t.     |
| 17                       | Enrico Barbin          | Bardiani CSF                  | z.t.     |
| 18                       | Geraint Thomas         | Team Sky                      | z.t.     |
| 19                       | Simone Ponzi           | CCC Sprandi Polkowice         | z.t.     |
| 20                       | Rui Costa              | UAE Team Emirates             | z.t.     |
|                          |                        |                               |          |
| 28                       | Tom Dumoulin           | Team Sunweb                   | z.t.     |

| Bergsprint Multeddu (cat. 4) |                    |                               |        |
| Plaats                       | Naam               | Ploeg                         | Punten |
| Blauwe trui                  | Cesare Benedetti   | BORA-hansgrohe                | 3      |
| 2                            | Eugert Zhupa       | Wilier Triestina-Selle Italia | 2      |
| 3                            | Marcin Białobłocki | CCC Sprandi Polkowice         | 1      |

| Bergsprint Trinità d'Agultu (cat. 4) |                      |                               |        |
| Plaats                               | Naam                 | Ploeg                         | Punten |
| Blauwe trui                          | Cesare Benedetti     | BORA-hansgrohe                | 3      |
| 2                                    | Eugert Zhupa         | Wilier Triestina-Selle Italia | 2      |
| 3                                    | Daniel Teklehaimanot | Team Dimension Data           | 1      |

| Tussensprint Santa Teresa di Gallura |                      |                               |         |
| Plaats                               | Naam                 | Ploeg                         | Punten  |
| Paarse trui                          | Eugert Zhupa         | Wilier Triestina-Selle Italia | 20 (3") |
| 2                                    | Daniel Teklehaimanot | Team Dimension Data           | 16 (2") |
| 3                                    | Marcin Białobłocki   | CCC Sprandi Polkowice         | 12 (1") |

| Tussensprint Cannigione |                      |                               |         |
| Plaats                  | Naam                 | Ploeg                         | Punten  |
| Paarse trui             | Daniel Teklehaimanot | Team Dimension Data           | 20 (3") |
| 2                       | Pavel Broett         | Gazprom-RusVelo               | 16 (2") |
| 3                       | Eugert Zhupa         | Wilier Triestina-Selle Italia | 12 (1") |

| Bergsprint San Pantaleo (cat. 4) |                      |                     |        |
| Plaats                           | Naam                 | Ploeg               | Punten |
| Blauwe trui                      | Cesare Benedetti     | BORA-hansgrohe      | 3      |
| 2                                | Daniel Teklehaimanot | Team Dimension Data | 2      |
| 3                                | Pavel Broett         | Gazprom-RusVelo     | 1      |

## Klassementen
| Algemeen klassement |                        |                               |          |
| Plaats              | Naam                   | Ploeg                         | Tijd     |
| Roze trui           | Lukas Pöstlberger      | BORA-hansgrohe                | 5u13'25" |
| 2                   | Caleb Ewan             | Orica-Scott                   | + 4"     |
| 3                   | André Greipel          | Lotto Soudal                  | + 6"     |
| 4                   | Pavel Broett           | Gazprom-RusVelo               | + 8"     |
| 5                   | Giacomo Nizzolo        | Trek-Segafredo                | + 10"    |
| 6                   | Sacha Modolo           | UAE Team Emirates             | z.t.     |
| 7                   | Kristian Sbaragli      | Team Dimension Data           | z.t.     |
| 8                   | Jasper Stuyven         | Trek-Segafredo                | z.t.     |
| 9                   | Ryan Gibbons           | Team Dimension Data           | z.t.     |
| 10                  | Sam Bennett            | BORA-hansgrohe                | z.t.     |
| 11                  | Phil Bauhaus           | Team Sunweb                   | z.t.     |
| 12                  | Gregor Mühlberger      | BORA-hansgrohe                | z.t.     |
| 13                  | Fernando Gaviria       | Quick-Step Floors             | z.t.     |
| 14                  | Enrico Battaglin       | Team LottoNL-Jumbo            | z.t.     |
| 15                  | Vjatsjeslav Koeznetsov | Team Katjoesja Alpecin        | z.t.     |
| 16                  | Bob Jungels            | Quick-Step Floors             | z.t.     |
| 17                  | Jakub Mareczko         | Wilier Triestina-Selle Italia | z.t.     |
| 18                  | Enrico Barbin          | Bardiani CSF                  | z.t.     |
| 19                  | Geraint Thomas         | Team Sky                      | z.t.     |
| 20                  | Simone Ponzi           | CCC Sprandi Polkowice         | z.t.     |
|                     |                        |                               |          |
| 29                  | Tom Dumoulin           | Team Sunweb                   | z.t.     |

| Puntenklassement |                      |                               |        |
| Plaats           | Naam                 | Ploeg                         | Punten |
| Paarse trui      | Lukas Pöstlberger    | BORA-hansgrohe                | 50     |
| 2                | Caleb Ewan           | Orica-Scott                   | 35     |
| 3                | Daniel Teklehaimanot | Team Dimension Data           | 32     |
| 4                | Eugert Zhupa         | Wilier Triestina-Selle Italia | 28     |
| 5                | André Greipel        | Lotto Soudal                  | 25     |

| Bergklassement |                      |                               |        |
| Plaats         | Naam                 | Ploeg                         | Punten |
| Blauwe trui    | Cesare Benedetti     | BORA-hansgrohe                | 9      |
| 2              | Eugert Zhupa         | Wilier Triestina-Selle Italia | 4      |
| 3              | Daniel Teklehaimanot | Team Dimension Data           | 3      |
| 4              | Marcin Białobłocki   | CCC Sprandi Polkowice         | 1      |
| 5              | Pavel Broett         | Gazprom-RusVelo               | 1      |

| Jongerenklassement |                   |                     |          |
| Plaats             | Naam              | Ploeg               | Tijd     |
| Witte trui         | Lukas Pöstlberger | BORA-hansgrohe      | 5u13'25" |
| 2                  | Caleb Ewan        | Orica-Scott         | + 4"     |
| 3                  | Jasper Stuyven    | Trek-Segafredo      | + 10"    |
| 4                  | Ryan Gibbons      | Team Dimension Data | z.t.     |
| 5                  | Phil Bauhaus      | Team Sunweb         | z.t.     |

| Ploegenklassement (tijd) |                     |           |
| Plaats                   | Ploeg               | Tijd      |
| 1                        | BORA-hansgrohe      | 15u40'45" |
| 2                        | Trek-Segafredo      | z.t.      |
| 3                        | UAE Team Emirates   | z.t.      |
| 4                        | Team Dimension Data | z.t.      |
| 5                        | Team Sunweb         | z.t.      |

1e etappe ·
2e etappe ·
3e etappe ·
4e etappe ·
5e etappe ·
6e etappe ·
7e etappe ·
8e etappe ·
9e etappe ·
10e etappe ·
11e etappe ·
12e etappe ·
13e etappe ·
14e etappe ·
15e etappe ·
16e etappe ·
17e etappe ·
18e etappe ·
19e etappe ·
20e etappe ·
21e etappe
Startlijst · Eindstanden · Afbeeldingen